# Albert Dakin Gihon
Albert Dakin Gihon, né le 16 février 1876 à Portsmouth dans l'État du New Hampshire et mort en 1950, est un peintre paysagiste américain.

## Biographie

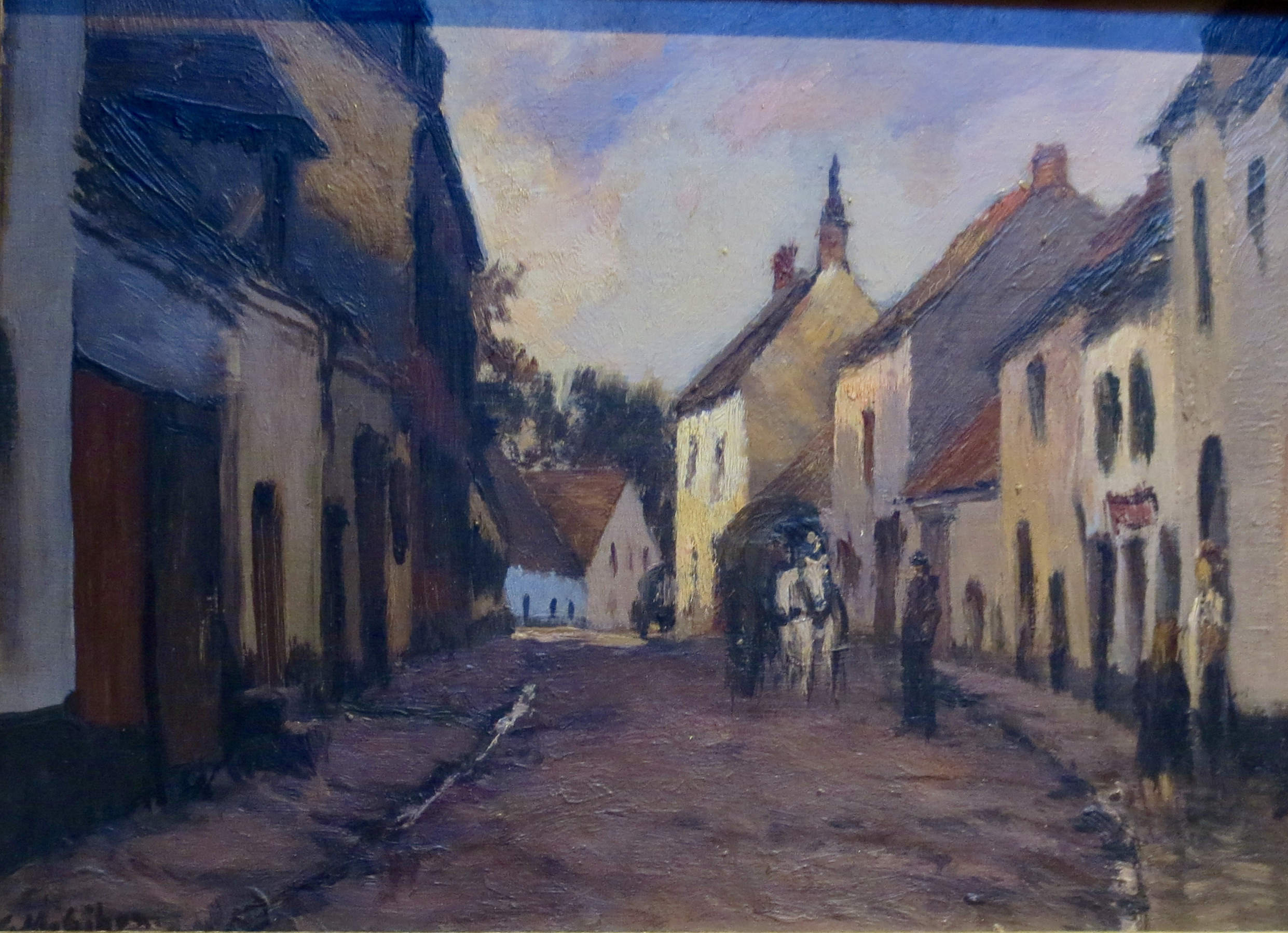
Rue animée à Montreuil-sur-Mer (rue Thorin).

Albert Dakin Gihon naît le 16 février 1876 à Portsmouth, du mariage de Dr Albert L. Gihon et de Clara Montfort.
Il est élève de Thomas Eakins à la Pennsylvania Academy of the Fine Arts.
Il part en France où il est élève de Jean-Paul Laurens and Benjamin-Constant à l’Académie Julian puis de Jean-Léon Gérôme et Georges Jules Moteley à l’École des Beaux-Arts de Paris,.
Il est actif à Paris et , avec Vieux Moulin en Picardie, il prend part à l'Exposition universelle de 1900. Il expose au Salon des indépendants et au Salon des artistes français à partir de 1899. Il participe à des expositions aux États-Unis,.
Il est marié avec Marie Amélie De Biève-Thion et habite au 57 avenue de Saxe dans le 7e arrondissement de Paris.
Il meurt en 1950.

## Collections publiques
- Paris, musée national d'Art moderne : Le Mont Saint-Kirmann à Montreuil-sur-mer, 1920, huile sur toile, 80,8 × 65,2 cm[6],[Note 1].

## Collections particulières
- Rue Animée à Montreuil-sur-Mer (rue Thorin), vers 1910, huile sur toile[7].